# Alborán
Alborán (en arabe :البران, al-burān), aussi nommée le « nombril de la mer » pour les Arabes, est une île espagnole située dans la mer Méditerranée, à 57 km au nord de Melilla (côte espagnole) et à 84 km de la côte espagnole.
Rattachée à la commune d'Almería, l'île d'Alborán appartient à l'Espagne depuis 1540 (date de la bataille d'Alboran (en)), selon l'historiographie officielle espagnole. Elle est revendiquée par le Maroc.

## Toponymie
Le toponyme est habituellement mis en relation avec le corsaire ottoman tunisien Mustafá ben Yusuf al Mahmud ed Din (مصطفى بن يوسف المحمود الدين) surnommé Al-Borani (« tempête »). Celui-ci se serait approprié l'île et y aurait installé une base pour lancer des opérations sur les côtes avoisinantes. Alborán aurait ainsi été connue comme « l'île d'Al-Borani » d'où le nom actuel. L'île apparaît également sur la carta Pisana (datant de la fin du XIIIe siècle) sous le nom de Arborame.
Le géographe Abraham Ortelius, dans son Thesaurus geographicus (1587) propose le toponyme latin Erroris Insula pour désigner Alborán. Il reste difficile de trouver des formes anciennes du toponyme compte tenu de l'imprécision des cartes anciennes et du grand nombre d'îlots voisins. Ainsi, dans l'Histoire des îles d'Afrique (1846), l'auteur, A. d'Avezac, donne incorrectement à Alborán le nom de Albuzama du fait d'une confusion avec un îlot situé à proximité de la ville d'Alhucemas.

## Géographie

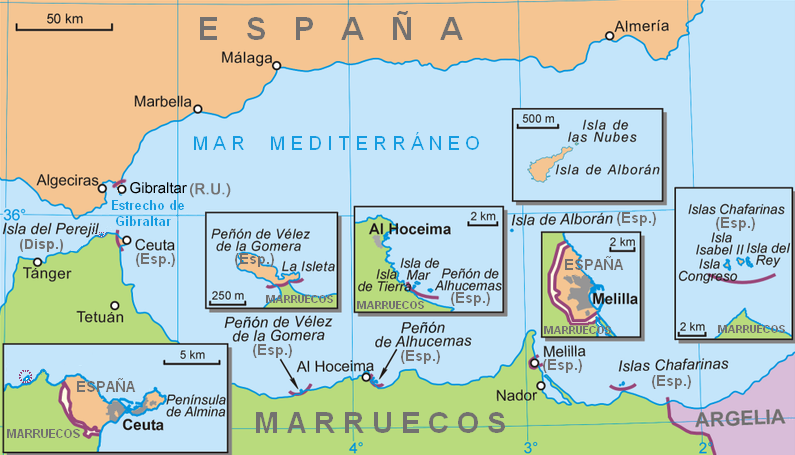
Les territoires espagnols en Afrique.

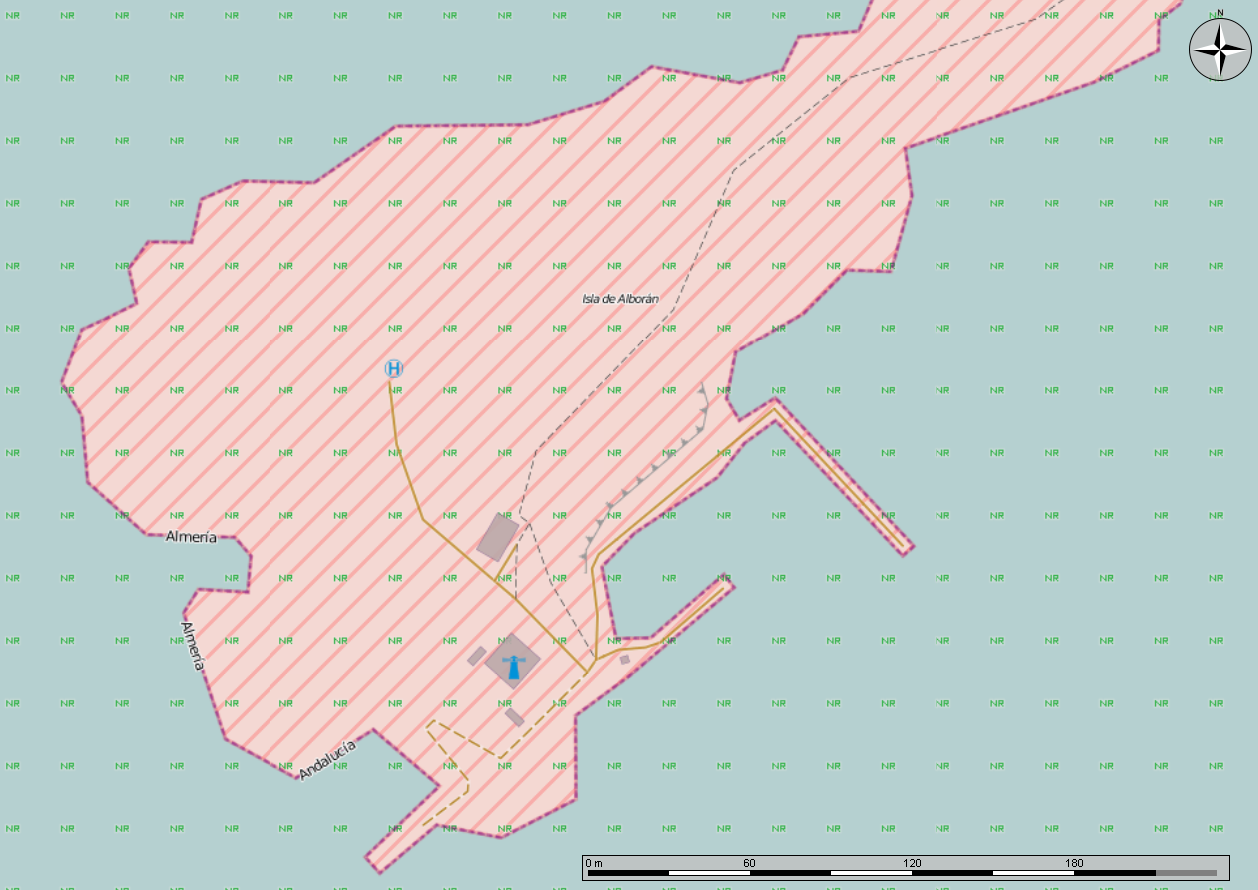
Carte d'Alborán avec l'emplacement d'un phare et d'un héliport. NR montre que la région est une réserve naturelle.

L'île se situe à 92,6 kilomètres des côtes de la ville d'Almería, commune dont elle dépend sur le plan administratif. D'une forme triangulaire, la superficie d'Alboran est de 7,12 ha. Elle fait environ 580 m de long, sur 270 m de large à la base du triangle. L'île a donné son nom à la mer d'Alboran. Plus proche de la côte marocaine que de la côte espagnole – 55,5 km contre 85,6 km – , elle est géologiquement rattachée à l'Afrique.
L'île est le seul point émergeant d'une chaîne sous-marine de 150 km de long. Elle consiste en un plateau culminant à 15 mètres. À 100 m au nord-est, se trouve l'Islote de La Nube (es). 
Située dans une importante zone sismique, où la plaque africaine entre en collision avec l'Eurasie, Alborán se trouve à l épicentre de nombreux tremblements de terre de faible intensité. En 1899, une nouvelle roche ignée y a été découverte, appelée alboranite (es).

## Histoire
L'île est habitée par un détachement de l'armée espagnole, depuis que des pêcheurs de l'URSS ont tenté d'y établir une base pendant les années 1960. Actuellement[Quand ?], l'île héberge un détachement de 21 militaires de la marine espagnole, un phare – le phare d'Alborán – et un héliport. Le débarquement y est toléré, après demande auprès de l'autorité militaire.

## Réserve marine

### Faune
La mer d'Alborán est le point de passage des grandes migrations de cétacés. Outre le thon rouge, ce sont dix-sept espèces de cétacés (de parfois plusieurs dizaines d'individus), qui peuvent être observés : grands dauphins, dauphins blancs et bleus, orques...
L'île est le principal site andalou de nidification du goéland d'Audouin et l'un des plus importants du goéland leucophée. Il sert également de lieu de repos et d'alimentation à une grande quantité d'oiseaux migrateurs.